# Benjamin Babock Thurston
Benjamin Babock Thurston (* 29. Juni 1804 in Hopkinton, Rhode Island; † 17. Mai 1886 in New London, Connecticut) war ein US-amerikanischer Politiker. Zwischen 1847 und 1849 und nochmals von 1851 bis 1857 vertrat er den zweiten Wahlbezirk des Bundesstaates Rhode Island im US-Repräsentantenhaus.

## Werdegang
Benjamin Thurston war der Sohn von Jeremiah Thurston (1768–1830), der in den Jahren 1816 und 1817 Vizegouverneur von Rhode Island war. Er besuchte die öffentlichen Schulen seiner Heimat und wurde danach im Handel tätig. Schon in frühen Jahren befasste er sich mit Politik. Er wurde Mitglied der Demokratischen Partei. Zwischen 1831 und 1837 war er Abgeordneter im Repräsentantenhaus von Rhode Island; im Jahr 1838 fungierte er als Vizegouverneur seines Staates.
1846 wurde Thurston in das US-Repräsentantenhaus in Washington, D.C. gewählt, wo er am 4. März 1847 Lemuel H. Arnold ablöste. Da er aber bereits bei den nächsten Wahlen gegen Nathan Dixon von der Whig Party verlor, konnte er bis zum 3. März 1849 nur eine Legislaturperiode im Kongress absolvieren. Weitere zwei Jahre später gewann er aber sein Abgeordnetenmandat zurück. Nachdem er zweimal wiedergewählt worden war, konnte Thurston zwischen dem 4. März 1851 und dem 3. März 1857 drei zusammenhängende Legislaturperioden im Kongress verbringen. Während seiner letzten Amtszeit saß er dort als Vertreter der kurzlebigen American Party. Von 1851 bis 1853 war er Vorsitzender des Ausschusses zur Kontrolle der Ausgaben des Finanzministeriums; von 1853 bis 1855 war er Mitglied des Patentausschusses. Während seiner letzten Legislaturperiode von 1855 bis 1857 gehörte Thurston dem Committee on Accounts an. Seine Zeit im Kongress war von den Diskussionen und Ereignissen im Vorfeld des Bürgerkrieges überschattet.
Für die Wahlen des Jahres 1856 verzichtete er auf eine weitere Kandidatur. Nach dem Ende seiner Zeit im Kongress zog Thurston nach New London in Connecticut. Dort war er zwischen 1862 und 1863 im Stadtrat. In den Jahren 1869 und 1870 war Thurston Abgeordneter im Repräsentantenhaus von Connecticut. Beruflich war er wieder im Handel beschäftigt.